# Triptyque de la Passion (suiveur de Bosch)
Le Triptyque de la Passion, conservé au Musée des beaux-arts de Valence (Espagne), a été réalisé dans les années 1530 et 1540 par un ou plusieurs suiveurs anversois de Jérôme Bosch.

## Description

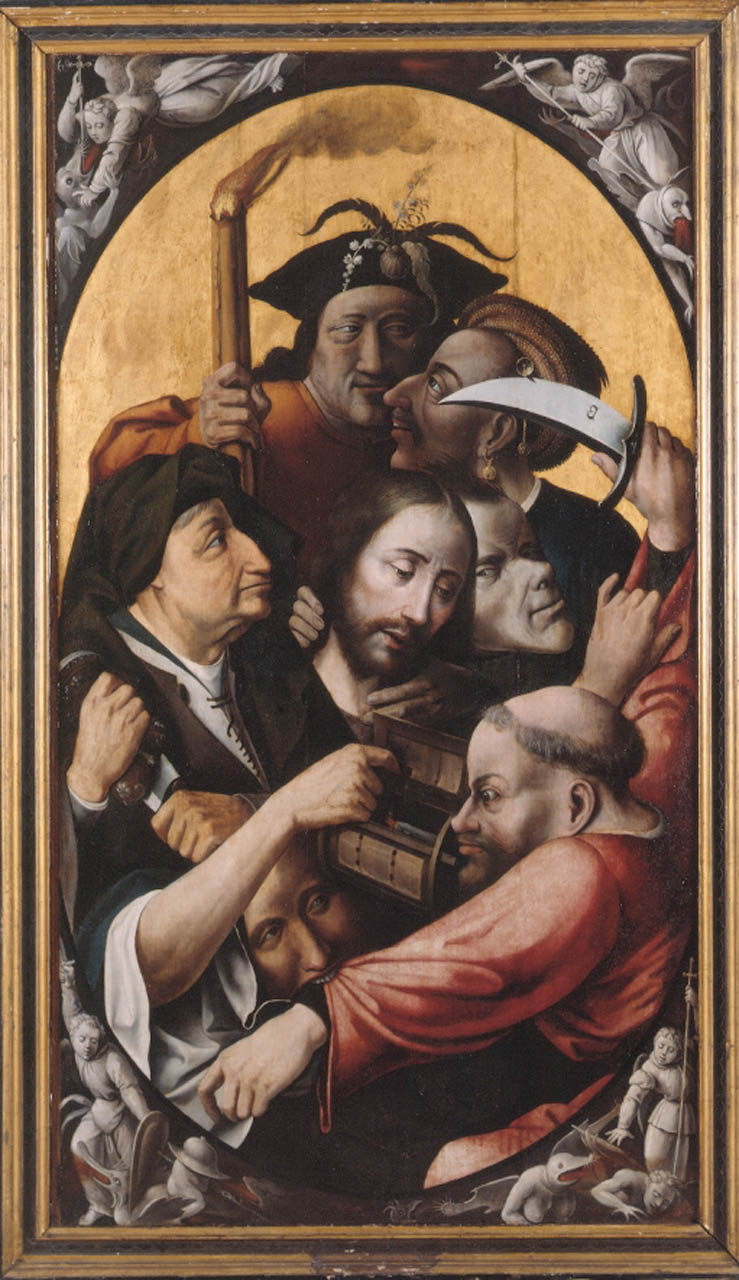
Volet gauche du triptyque : L'Arrestation du Christ

Le triptyque de Valence est constitué de trois peintures à l'huile sur des panneaux de bois. Le panneau central (139,7 × 170,2 cm) reproduit assez fidèlement, mais avec un degré inférieur de qualité, le Couronnement d'épines de L'Escurial. Le volet de gauche (152,2 × 85,6 cm) représente l'Arrestation du Christ et celui de droite (152,4 × 84,5 cm) la Flagellation du Christ. Le revers des volets est peint en imitation de pierre de taille.
Chacune des trois scènes est représenté sur un fond doré rond (panneau central) ou ovale (volets) encadré par quatre écoinçons traités en grisaille et figurant des anges terrassant des démons monstrueux.
Contrairement au Christ, dont le visage affiche une calme résignation malgré ses épreuves, les personnages secondaires (y compris le saint Pierre mordu par Malchus du volet gauche) sont représentés de manière caricaturale voire grotesque, dans un style dérivé de certains tableaux de Quentin Metsys. Quelques détails, tel celui, peint en trompe-l'œil, de la mouche piquante posée sur le genou du bourreau flagellant Jésus, sont étrangers au style et à la technique picturale de Bosch.
Le triptyque se revendique comme une œuvre de Bosch non seulement par la signature caractéristique apposée au coin inférieur gauche du panneau central, mais aussi par certains détails comme :
- la lettre M (ou B, initiale de « Bosch ») sur la lame du couteau de Pierre, que l'on retrouve notamment dans le volet droit du Jardin des délices et dans les panneaux centraux des triptyques du Jugement dernier de Vienne et de Bruges ;
- la chouette, représentée ici sur la manche du bourreau retirant sa tunique à Jésus, qui est plus ou moins cachée dans de nombreux dessins et tableaux de Bosch tels que Le Jardin des délices, La Nef des fous, Le Vagabond de Rotterdam et Le Chariot de foin.

Des versions encore plus caricaturales du volet gauche sont conservées au Rijksmuseum Amsterdam (prêté au Noordbrabants Museum de Bois-le-Duc) et au Timken Museum of Art de San Diego.

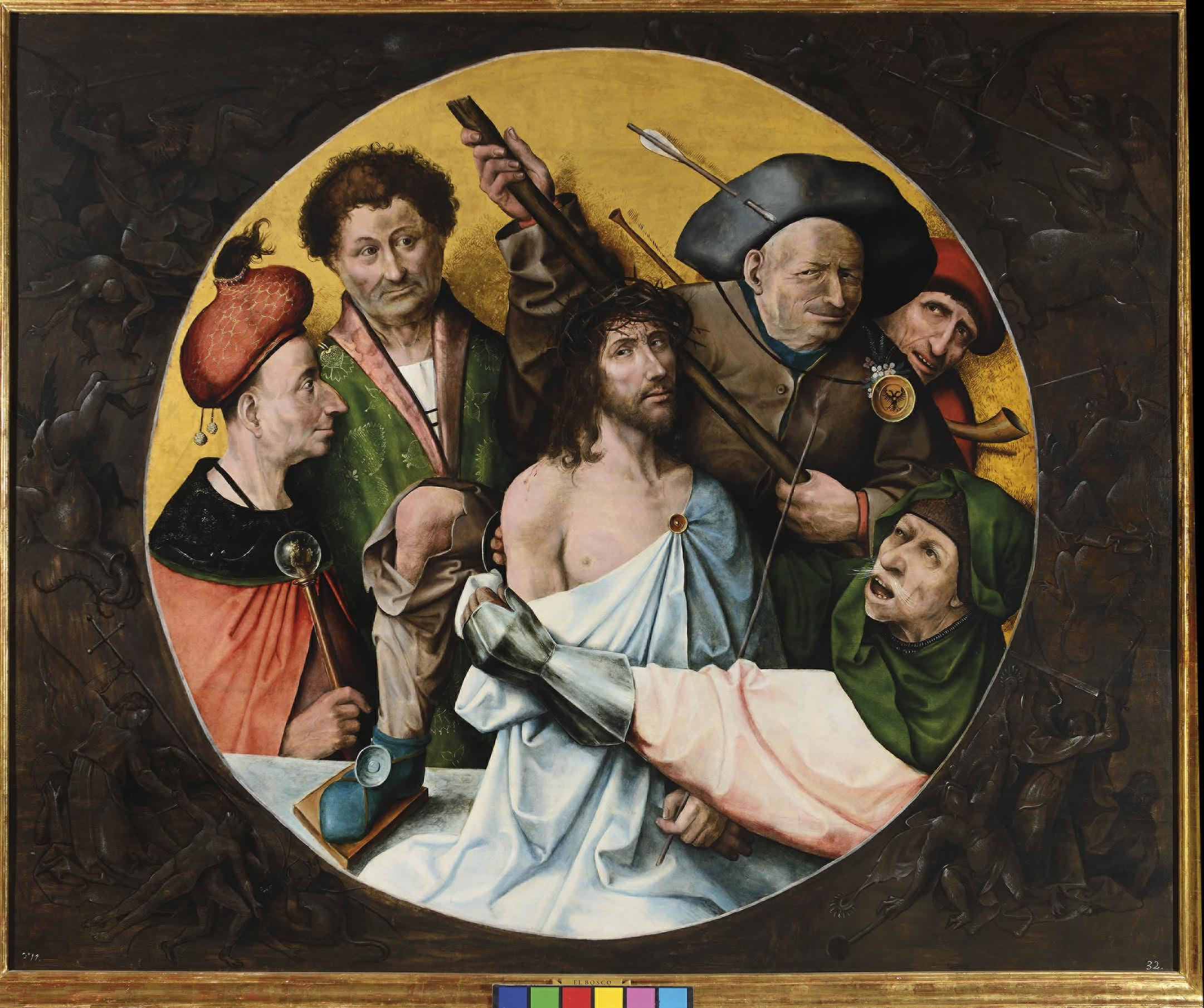
Le Couronnement d'épines de L'Escurial
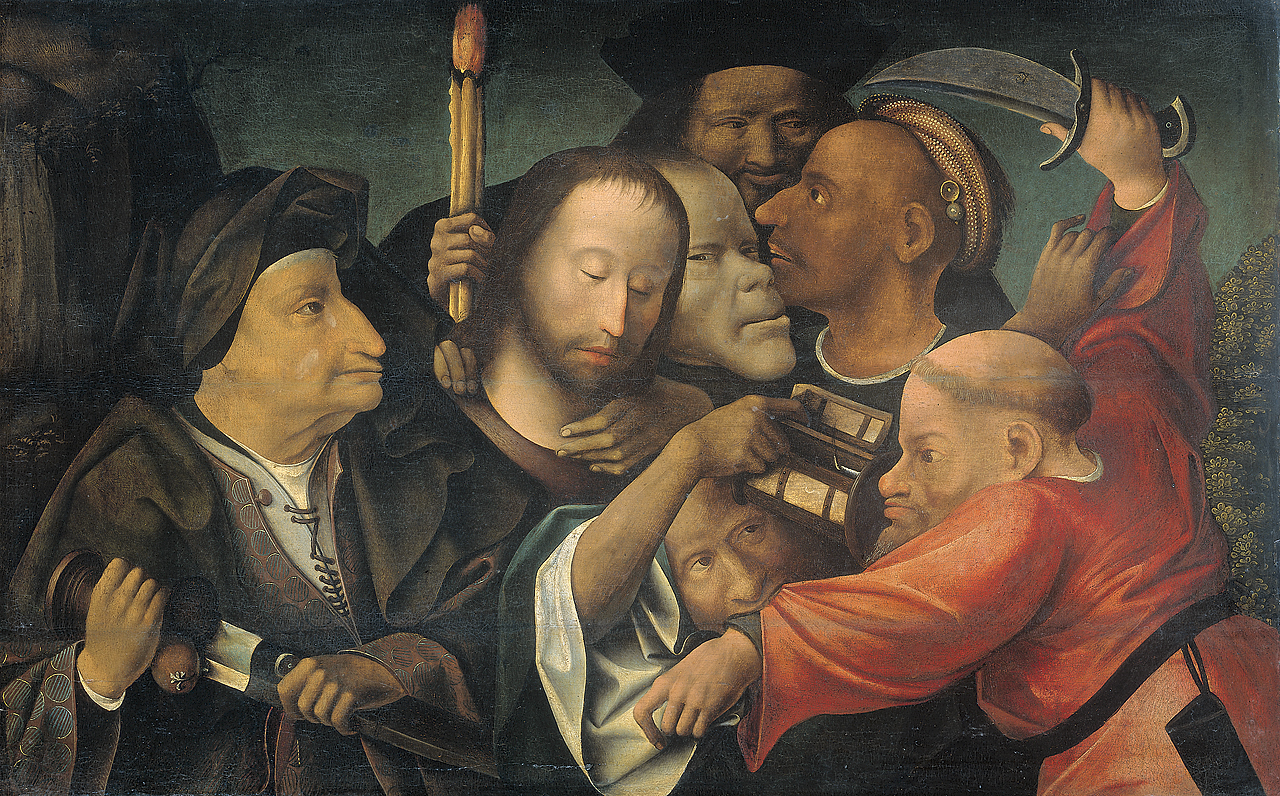
L'Arrestation du Christ du Rijksmuseum
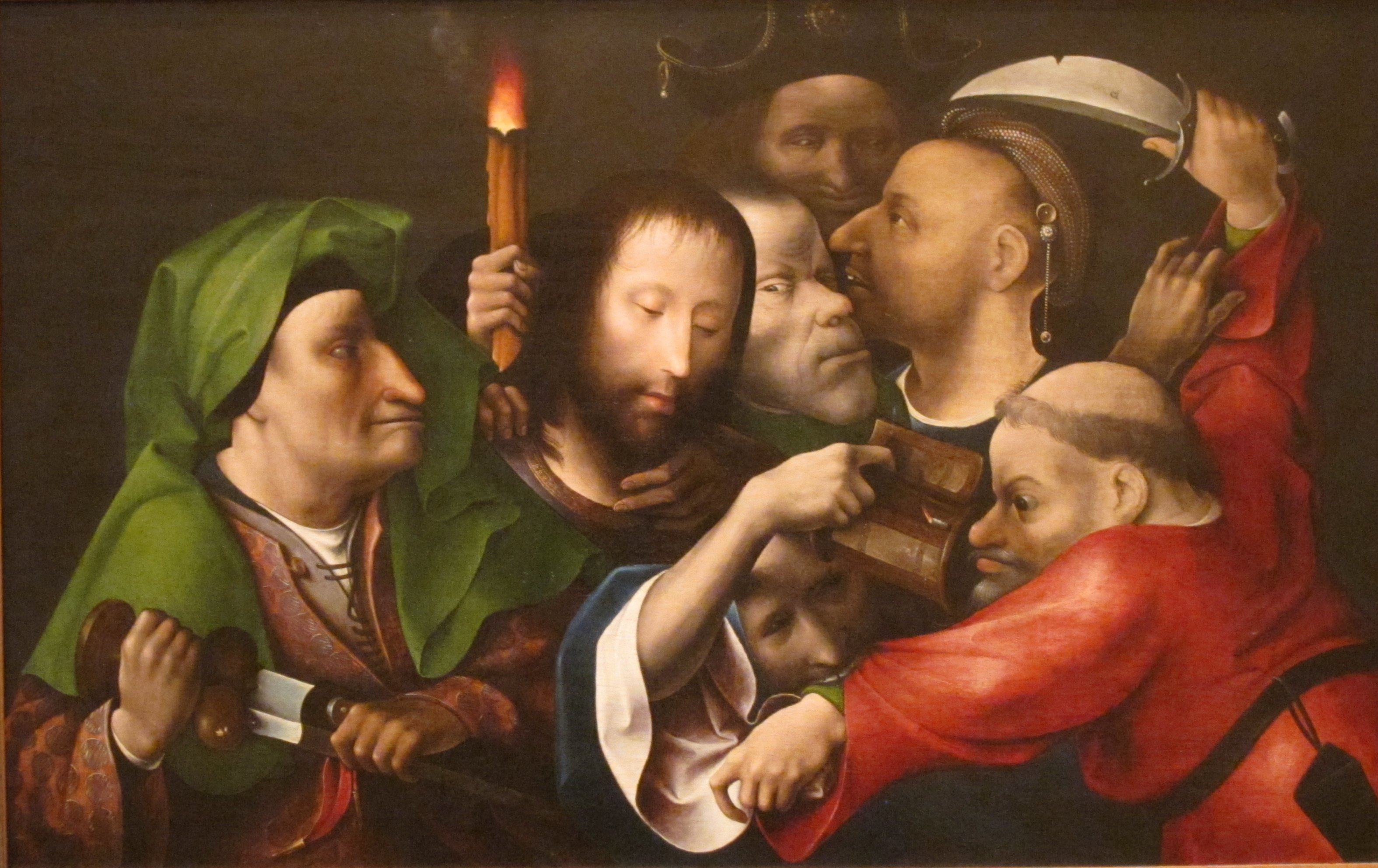
Version du Timken Museum of Art

## Historique et attribution

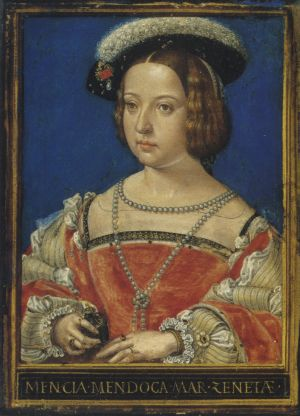
Portrait de Mencía de Mendoza attribué à Simon Bening.

Créé dans les Pays-Bas des Habsbourg, le triptyque appartenait à Mencía de Mendoza (es) (1508-1554), troisième et dernière épouse du Grand chambellan Henri III de Nassau-Breda. Ce dernier possédait notamment le célèbre Jardin des délices de Bosch, dont il pourrait être le commanditaire (à moins de l'avoir hérité de son oncle Engelbert II),. Apporté en Espagne après 1538, quand Mencía de Mendoza, désormais veuve, quitte définitivement les Pays-Bas, le Triptyque de la Passion est accroché en 1554 près du tombeau de la comtesse, dans la « chapelle des rois » du couvent des dominicains de Valence.
Confisqué en 1835 lors du désamortissement des biens du couvent, il rejoint les collections du musée de la ville, qui ouvre en 1837. Il y est notamment admiré par les historiens de l'art Stirling, Passavant et Justi, qui ne remettent pas en cause l'attribution à Bosch.
Ce n'est qu'à partir de la fin du XIXe siècle que l'authenticité de la signature est mise en doute. En 1898, Hermann Dollmayr publie une reproduction du volet gauche en estimant que le triptyque, dépourvu de la technique habituelle du peintre et peint de manière « plate », ne doit pas être considéré comme l’œuvre de Bosch. En 1900, Louis Maeterlinck, conservateur du Musée des beaux-arts de Gand, écrit lui aussi que le panneau central n'est qu'« une réplique ou une copie » du Couronnement d'épines de L'Escurial. En 1980, Gerd Unverfehrt date l'ensemble des années 1530 et l'attribue à un suiveur anversois. L'analyse dendrochronologique réalisée au début du XXIe siècle prouve que l’œuvre n'a pas été peinte avant 1528, soit une douzaine d'années après la mort de Bosch.
En 2016, alors que la base de données du musée de Valence présente encore le triptyque comme « élaboré vers 1510-1520 dans l'atelier de Bosch », il est exposé à Bois-le-Duc par Charles de Mooij et l'équipe du Bosch Research and Conservation Project (BRCP) comme l’œuvre d'un suiveur de Bosch réalisée à Anvers dans les années 1530 (pour le panneau central) et 1540 (pour les volets). Sur la base des différences observées au niveau de la couche picturale et du dessin sous-jacent entre le panneau central et les scènes latérales, les experts du BRCP estiment que les volets ont été ajoutés à la copie du Couronnement d'épines pour former un triptyque, probablement à la demande de Mencía de Mendoza. Revenue en Espagne après la mort de son époux en 1538, celle-ci a en effet pu rester en contact avec le milieu artistique anversois par l'intermédiaire du marchand Arnao del Pino.